# Kushma (Nepal)

Kushma (2012)

Kushma (Nepali कुश्मा Kushma) ist eine Stadt (Munizipalität) in Zentral-Nepal im Distrikt Parbat.
Die Stadt entstand 2014 durch Zusammenlegung der Village Development Committees (VDCs) Chuwa, Durlung, Katuwa Chaupari, Khurkot, Pakuwa, Pang, Pipaltari und Shivalaya.
Das Stadtgebiet umfasst 66,44 km².

## Einwohner
Bei der Volkszählung 2011 hatten die VDCs, aus welchen die Stadt Kushma entstand, 32.419 Einwohner (davon 14.738 männlich) in 8384 Haushalten.